# Muharrem İnce
Muharrem İnce, né le 4 mai 1964 à Yalova, est un homme politique turc.
Professeur de physique-chimie, il est député à partir de 2002 et le principal candidat de l'opposition à l'élection présidentielle de 2018, lors de laquelle il réunit 30,6 % des voix au premier tour (remporté par Recep Tayyip Erdoğan). Par la suite, il lance et préside le Parti de la nation. Candidat à l'élection présidentielle de 2023, il se retire juste avant le premier tour.

## Biographie

### Famille, formation et carrière
Fils de Şerif et Zekiye İnce, Muharrem İnce naît à Elmalık, village de la province de Yalova. Ses grands-parents paternels sont originaires du drame moderne en Macédoine grecque ; ses grands-parents maternels sont originaires de Rize sur la côte de la mer Noire, en Anatolie. Il est marié à Ülkü, avec qui il a un fils, Salih Arda. 
Il étudie à l'université Balıkesir, dans la faculté d'éducation Necatibey. Il obtient un diplôme en physique-chimie, puis travaille comme professeur de physique-chimie et directeur d'école. Plus tard, il exerce la profession de chef de presse pour le club de football Yalovaspor. Il préside le Atatürkist Thought Association, une organisation laïque qui épouse les idées de Mustafa Kemal Atatürk , le fondateur de la Turquie moderne.

### Parcours politique
De 2002 à 2018, il est député, élu à Yalova.
Soutenu par le Parti républicain du peuple (CHP), il est candidat à l'élection présidentielle turque de 2018. En cas d'élection, il promet la fin de l'état d'urgence, un meilleur système éducatif et le développement de crèches pour que les femmes puissent travailler. Il souhaite également vendre le palais présidentiel construit sous Recep Tayyip Erdoğan, ou le transformer en « temple du savoir ». Il arrive deuxième du scrutin avec 30,64 % des suffrages exprimés, vingt-deux points derrière Erdoğan.
En mai 2021, il fonde et prend la présidence du Parti de la nation, quittant le CHP.
À nouveau candidat à l'élection présidentielle en 2023, Muharrem İnce se retire trois jours avant le premier tour du scrutin : il était crédité de quelque 5 % d'intention de vote, largement devancé par le président général du CHP, Kemal Kılıçdaroğlu. Il réunit finalement 0,43 % des suffrages exprimés, la diaspora turque ayant pu voter pour lui.

## Positionnement politique
En 2013, alors député, il déclare, au sujet de l'AKP, et de certains membres de son parti le CHP, qu'il accuse d'instrumentaliser la question du hijab : « Ma sœur porte un foulard, mais nous ne l'utilisons pas à des fins électorales comme vous le faites. Les femmes voilées sont également nos sœurs et nous ne vous laisserons pas utiliser leur foi pour vos intérêts politiques. »
Au sein du CHP, il représente l'aile nationaliste.